# كهف الرعب
كهف الرعب (بالعبرية: מערת האימה‏) هو الاسم المستعار الذي أطلقه علماء الآثار على كهف ناحال هيفر 8 (8Hev) في صحراء يهودا، إسرائيل، حيث تم العثور على رفات لاجئين يهود من ثورة بار كوخبا (حوالي 132-136م).

## للقراءة المتعمقة
- Y. Yadin, The Search for Bar Kokhba - The Discovery of the Judean Desert Caves and the Letters of the Leader of the Revolt against Rome, Maariv, 1976